# Cem Belevi
Cem Belevi (* 4. Juni 1987 in Izmir) ist ein türkischer Popmusiker und Schauspieler.

## Karriere
Seine Musikkarriere begann im Jahr 2013 mit der Veröffentlichung seines Debütalbums Bilmezsin. Ein Jahr später machte er mit der Single Kim Ne Derse Desin auf sich aufmerksam, einem Cover des Songs ¿Quién será?. Seitdem hat Cem Belevi eine Reihe von Songs auf den Markt gebracht. Zu seinen erfolgreichsten Aufnahmen zählt die im Jahr 2016 erschienene Single Alışamıyorum, auf der die Sängerin Gülşen im Hintergrund zu hören ist. Auch die Kollaboration Leyla & Mecnun mit Derya Uluğ wurde ein Hit in den türkischen Charts.
Im Jahr 2022 erschien seine erste Extended Play Cemiyet Gazinosu mit der dazugehörigen Single-Auskopplung Ondan Vazgeçemem Ben. Daneben ist er auch als Schauspieler tätig.

## Diskografie

### Alben
- 2013: Bilmezsin

### EPs
- 2022: Cemiyet Gazinosu
- 2022: Yaz 35°C
- 2024: CEMiyet Beach

### Singles
| - 2013: Günaydın Sevgilim - 2014: Kim Ne Derse Desin (mit Ayshe, Original: Pablo Beltrán Ruiz – ¿Quién será?) - 2015: Sevemez Kimse Seni - 2015: Sor - 2015: Hayat Belirtisi - 2016: Yollarım Olsa (mit Enbe Orkestrası) - 2016: Alışamıyorum (Hintergrundstimme: Gülşen) - 2017: Birlikte Güzel (mit Gülşen & İlyas Yalçıntaş) - 2017: Aç Kollarını - 2017: Dumanlı Sevda - 2018: Ağlama (mit Galatasaray Korosu & Onur Mete) - 2018: Aşkın İçinde Aşk Var - 2018: Yedi Düvel - 2018: Mışıl Mışıl - 2019: Bundan Sonra - 2019: Elizabeth (mit Ozan Doğulu) - 2019: Farkında mısın? - 2020: Kaç Kere Sever İnsan - 2020: Adaleti Yok (mit Tetik) - 2020: Leyla & Mecnun (mit Derya Uluğ) - 2021: Dön Bebeğim (Akustik) - 2021: Buz Yanığı (Akustik) | - 2021: Bilmez - 2021: Melekti Sanki - 2021: Olaysız Dağılmayalım - 2022: Ondan Vazgeçemem Ben - 2022: Gizli - 2022: Belki (mit İrem Derici) - 2022: Baş Tacım - 2022: Sevdim - 2022: Esiyor - 2022: Por Favor - 2022: Allah Biliyor - 2023: Üzümlü Kekim - 2023: Ben de İsterem (mit Ozan Doğulu) - 2024: Zehirlendim - 2024: Beni Bi' Salın - 2024: Birisi - 2024: Şeytan - 2024: Coştur Bizi Türkiyem - 2024: Yar Etme - 2024: Müptela - 2025: Değmezsin (mit Samet Tecer) - 2025: Seviyo |

## Filmografie
Filme
- 2016: Yıldızlar Da Kayar
- 2022: Benden Ne Olur?

Serien
- 2015/16: İnadına Aşk
- 2016: Rengarenk
- 2017: Kalk Gidelim
- 2018: Cennet'in Gözyaşları
- 2021: Menajerimi Ara
- 2022: Aşk Mantık İntikam